# Trepel Airport Equipment
Die Trepel Airport Equipment GmbH (kurz: Trepel; Eigenschreibweise: TREPEL Airport Equipment GmbH, kurz TREPEL oder TAE) mit Sitz im baden-württembergischen Tauberbischofsheim ist ein weltweit tätiger Hersteller von Luftfahrtbodengeräten (englisch ground support equipment). Der Vertrieb befindet sich in Wiesbaden.

## Geschichte
Das Unternehmen wurde durch den damaligen Eigentümer Ingo Trepel im Jahre 1946 in Wiesbaden als Reparaturbetrieb für Werkzeugmaschinen gegründet. Im Jahre 1956 begann mit der Entwicklung der ersten Scherenhubtische ein weiteres wichtiges Kapitel in der Unternehmensgeschichte, mit der der Name Trepel teilweise auch heute noch assoziiert wird. Zu deren Hochzeit wurden Hubtischausführungen auch für den Export mit einer Tragkraft bis zu 500 Tonnen realisiert.
Mit der Entwicklung der ersten Großraumflugzeuge begannen im Jahr 1963 die Produktion und der weltweite Vertrieb von Catering-Fahrzeugen. Ein Jahrzehnt später wurde der erste Flugzeuglader mit 12.000 kg Lastkapazität vorgeführt. Kurz darauf wurden die ersten Mobile Lounges ausgeliefert, welche die Funktion einer Flugzeugtreppe, eines Busses und eines Gates kombinierten. 1985 verabschiedete sich der Gründer Ingo Trepel in den Ruhestand und die PHB Weserhütte AG übernahm das Unternehmen.
Um dem stetigen Wachstum des Flughafensektors Raum zu geben, wurde die Produktion dieses Unternehmenszweiges 1991 von Wiesbaden nach Tauberbischofsheim (Baden-Württemberg) verlegt. In unmittelbarer Nähe und in Kooperation mit dem Schwesterunternehmen MAFI Transport-Systeme GmbH wurde der Standort mit der Fertigung der gesamten Flughafensparte betraut. Im Jahre 1996 wurde diese aus der Trepel GmbH (in Wiesbaden) in die eigenständige Trepel Airport Equipment GmbH ausgelagert, die ihren Sitz in Tauberbischofsheim hatte. Der Vertrieb des neuen Unternehmens blieb als unselbständige Niederlassung in Wiesbaden. In den Jahren nach 1996 wurde durch kontinuierliche Investitionen und weitere Ausbaustufen die Produktionskapazität weiter erhöht, sodass mit dem Modell Challenger700 der Einstieg in die Flugzeugschlepperproduktion begann. Nach Angaben des Unternehmens werden Fahrzeuge von Trepel auf Flughäfen in über 150 Ländern betrieben.

## Produkte
Die Produktpalette umfasst unter anderem Paletten-/Container-Lader, Lader-Transporter sowie Transporter zum Handling von sogenannten Unit Load Devices. Des Weiteren werden Flugzeugschlepper zum Schleppen sowie Pushback hauptsächlich von Großraumflugzeugen sowie auch Schmalrumpfflugzeugen gefertigt.

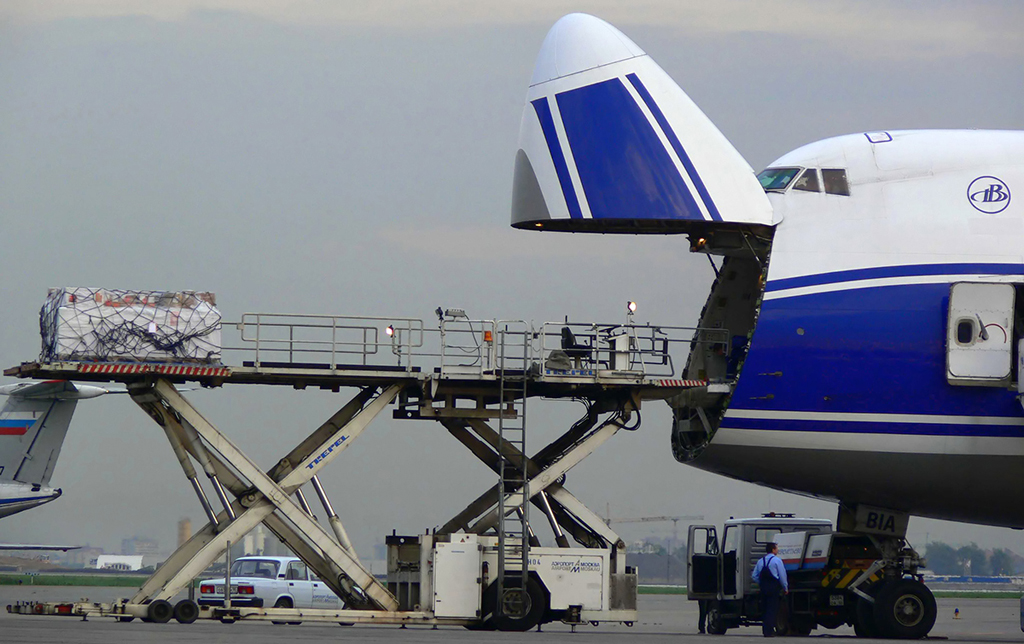
Nose-Loading mit 20.000-kg-Lader CHAMP200

Im Bereich der Flugzeuglader (typischerweise in Ausführung mit Front- und Hauptplattform) deckt Trepel alle international üblichen Größenordnungen für das Lowerdeck (3.500 kg und 7.000 kg Last- bzw. Hubkapazität) bzw. für das sogenannte Maindeck (Frachtflugzeug oder Combiversionen) (14.000 kg, 20.000 kg, 30.000 kg sowie 35.000 kg Last- bzw. Hubkapazität) ab. Der Flugzeuglader CHAMP350 war seit seiner Markteinführung 2008 für mehrere Jahre der einzige auf dem Markt verfügbare 35.000-kg-Maindeck-Lader. Der CHAMP200 (20.000 kg Last), ein älteres Modell, ist insbesondere im asiatischen Raum sehr beliebt und eignet sich durch seine Hauptplattform ohne stehende Hubzylinder besonders für das Andocken an Frachtflugzeuge sowjetischer Bauart, da sonst bei Heck- oder Nasenbeladungen der Flugzeugrumpf bzw. die geöffneten Luken durch emporragende Hubzylinder beschädigt werden könnten. Das Volumenmodell bei den Ladern bildet der CHAMP70 (7.000 kg Last) in seinen (marktüblichen) Versionen S (Standard), W (Wide) und U (Universal), von denen letzterer mit Einschränkungen auch das Maindeck bedienen kann.
Die Größenordnungen von Flugzeugschleppern werden vom jeweiligen Flugzeughersteller in den sogenannten Ground towing requirements spezifiziert und reichen bis 70.000 kg zulässige Gesamtmasse. Ursprünglich deckte Trepel mit den drei Stangenschleppern Challenger160, 430 und 700 dieses Spektrum ab. Aktuell (2015) stellen die insgesamt fünf Varianten Challenger150, 280, 430, 550 und 700 diesen Bereich durch veränderbare Ballastierung selektiv dar. Der Challenger150 (max. 16.000 kg) ist ein reines Volumenmodell, insbesondere entworfen zum Pushback der Airbus-A320-Familie sowie der Boeing-737-Varianten. Das größte Fahrzeug ist der Challenger700 (max. 70.000 kg), der in Vollausstattung (Fahrerstand vorne und hinten) ohne Kupplungen ca. 9.300 mm misst. Er war der erste Flugzeugschlepper mit einer höhenverstellbaren hydropneumatischen Vorderachsfederung sowie einem zu Wartungszwecken hydraulisch ausfahrbarem Motorkompartment. Sein typischer Verwendungszweck ist der Pushback von Flugzeugen bis 600.000 kg MTOW (Höchstabfluggewicht) wie des Airbus A380. Da Airbus dessen Frachtversion A380F auf unbestimmte Zeit verschoben hat, beschränkte sich die Entwicklung des Challenger700 auf eine zweiachsige Variante mit entsprechender Ballastierung und Motorleistung. Ein Alleinstellungsmerkmal des Modells ist schließlich die wählbare Lieferoption von zwei unterschiedlichen Fahrerkabinen, die sich konzeptionell und optisch stark voneinander unterscheiden.

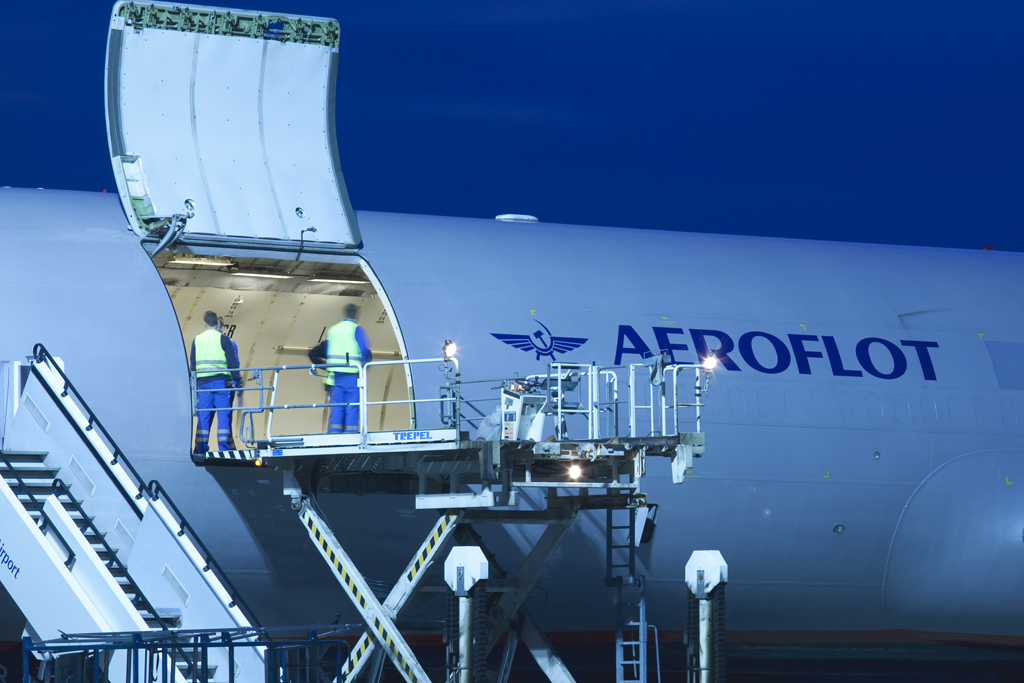
30.000-kg-Lader CHAMP300
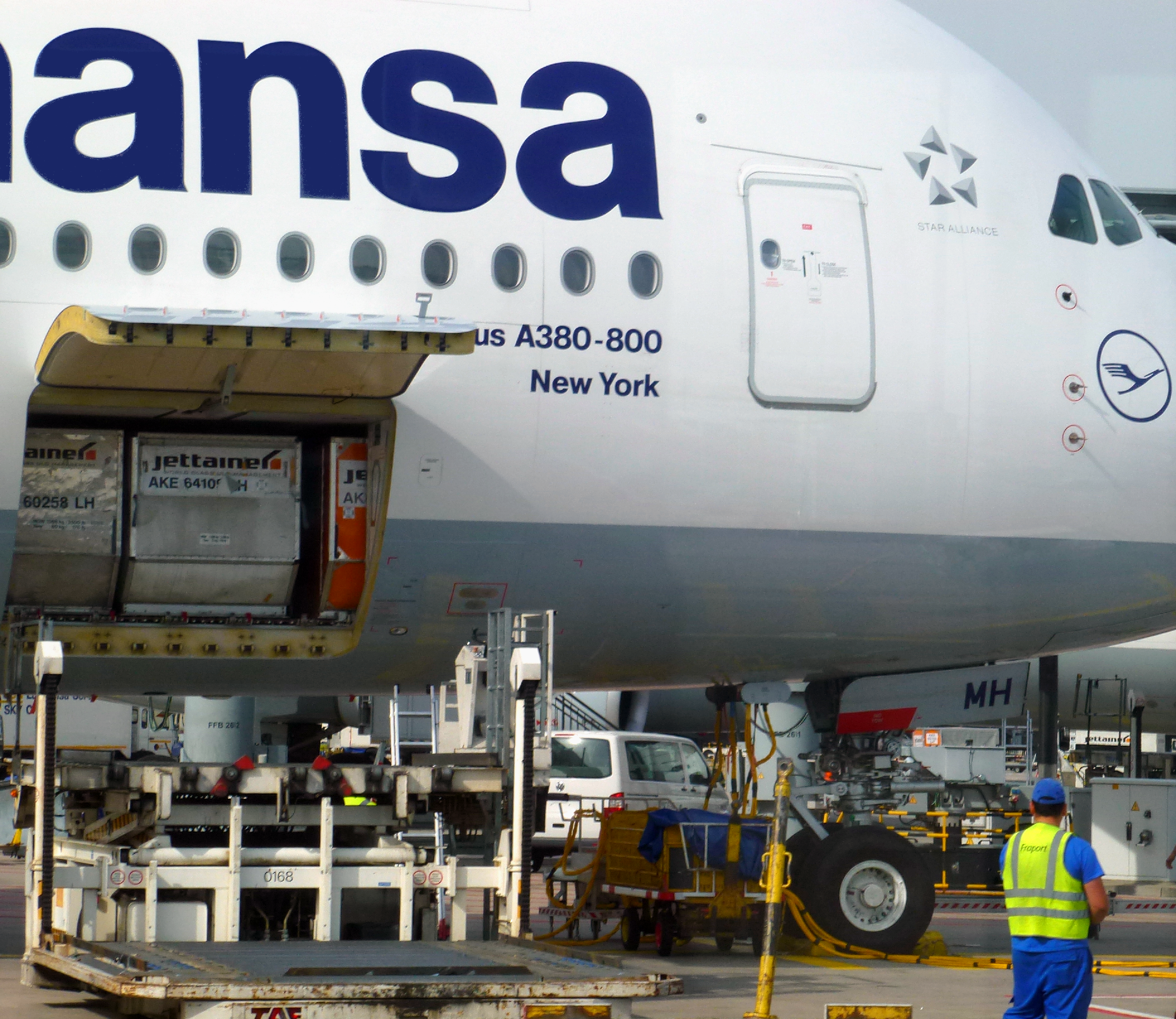
7.000-kg-Lader Wide Version CHAMP70W
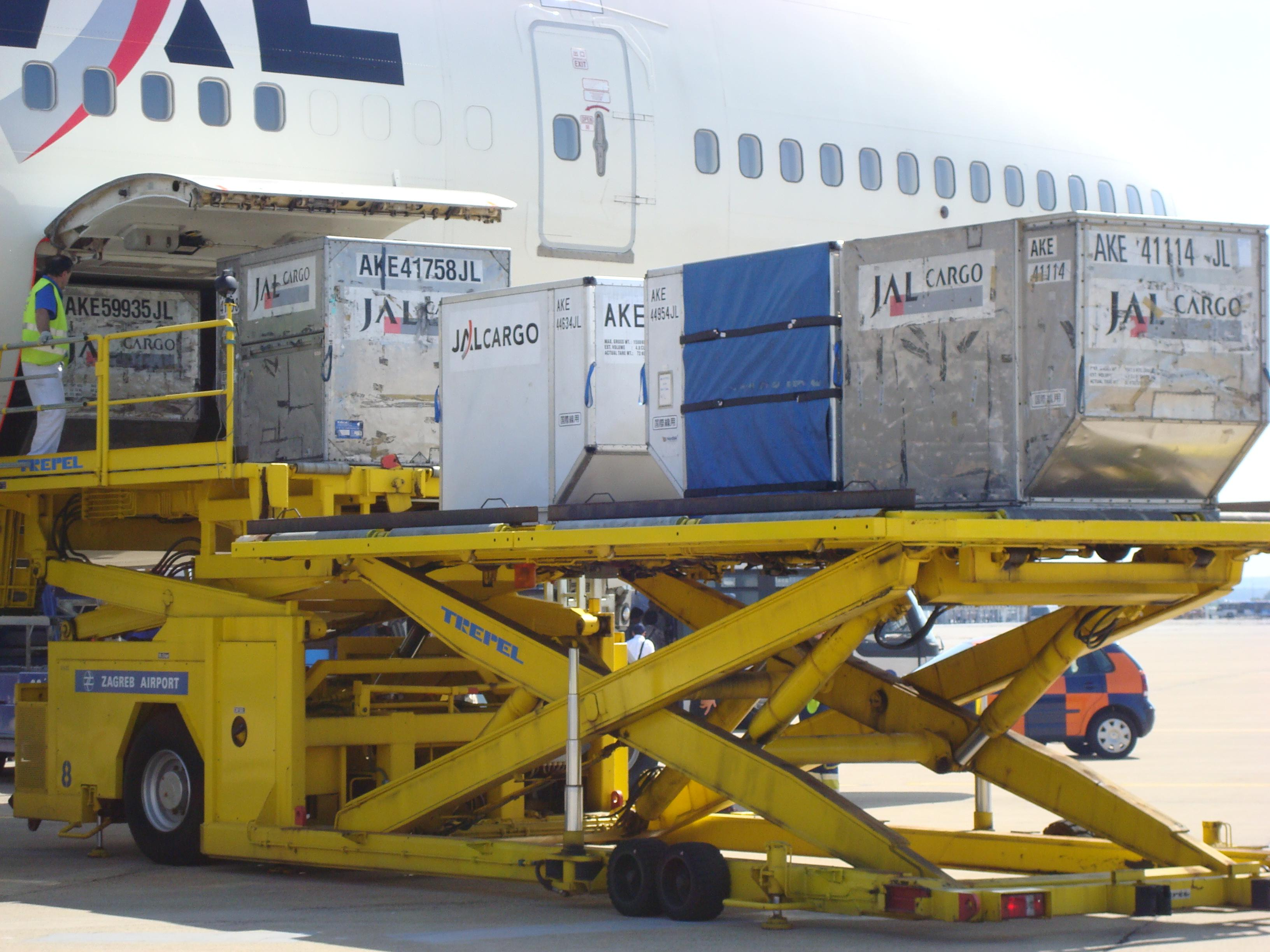
Lowerdeckbeladung mit 20.000-kg-Lader CHAMP200
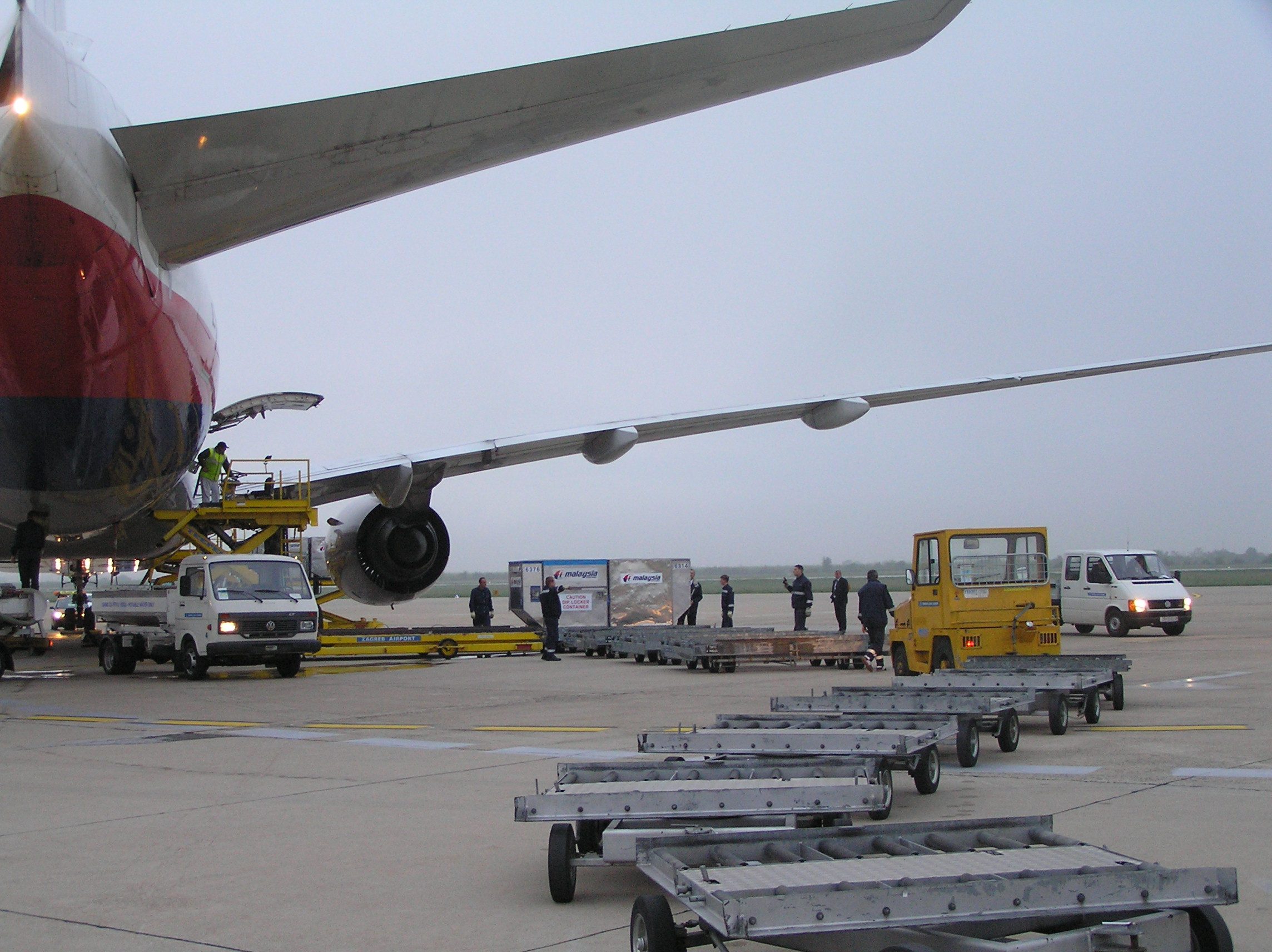
Ein früher Trepel-Lader PCL70-37
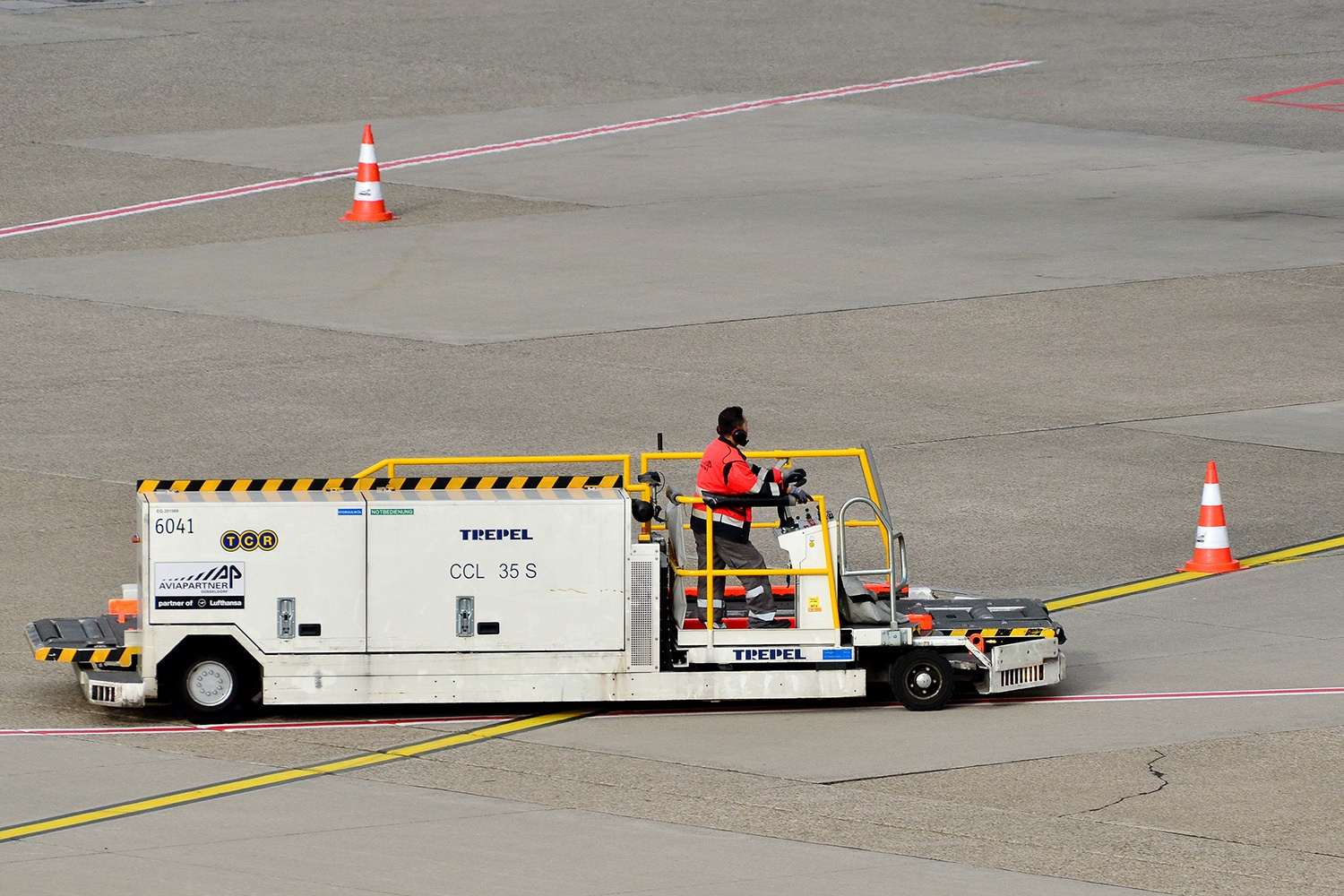
3.500-kg-Paletten/Container-Lader CCL35S
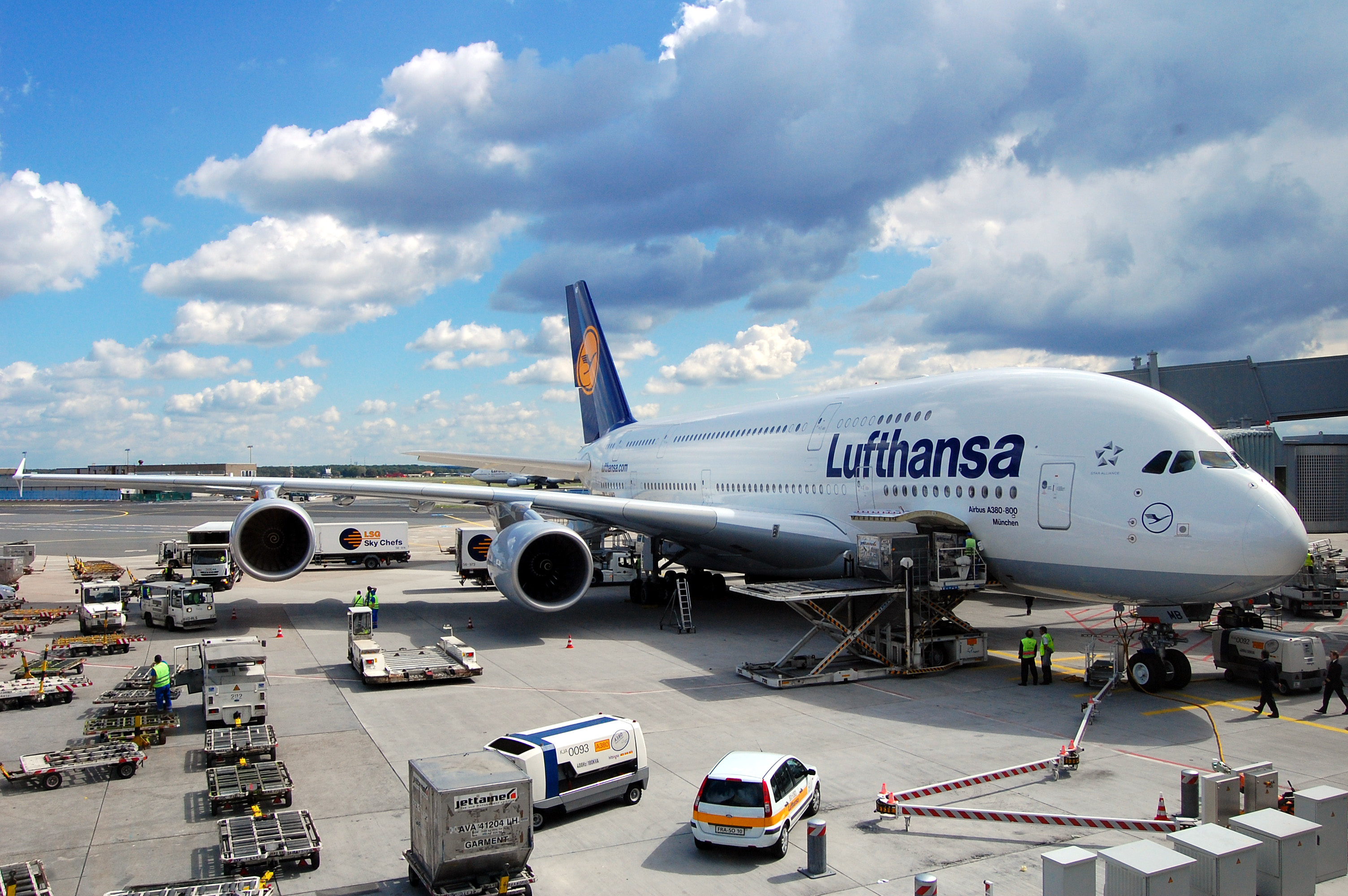
7.000-kg-Lader Wide Version CHAMP70W